# Slow Grenade
Slow Grenade – trzeci singiel z czwartego albumu brytyjskiej piosenkarki i kompozytorki Ellie Goulding pt. Brightest Blue wydany przez wytwórnię Polydor Records 30 czerwca 2020 roku w duecie z amerykańskim muzykiem Lauv.
Niespodziewanie 30 dnia czerwca Ellie za pośrednictwem swoich mediów społecznościowych udostępniła zdjęcie przedstawiające ją wraz z muzykiem Lauv z podpisem:
"Slow Grenade jest już dostępna (w mediach streamingowych) i uzupełnia część EG.0 mojego nowego wydawnictwa, która zawiera wszystkie moje ostatnie duety. Dziękuję, że pozwoliłeś mi w tych chwilach używać mojego głosu i wydobyć z mojej muzyki nieustraszoność. Podekscytowana pracą z @lauvsongs nad tym." tego samego dnia piosenka zawitała m.in. na oficjalny YouTube Goulding."
3 lipca na oficjalnym kanale piosenkarki YouTube pojawiło się lyric video do piosenki.

## Lista utworów
- Digital download (30 czerwca 2020)[3]

1. Slow Grenade feat. Lauv – 3:37

## Pozycje na listach
| Lista Przebojów                    | Pozycja |
| ---------------------------------- | ------- |
| Nowa Zelandia RMNZ                 | 12      |
| Portugalia AFP                     | 82      |
| USA Digital Song Sales (Billboard) | 31      |

## Historia wydania
| Państwo | Data            | Wytwórnia       | Format           |
| ------- | --------------- | --------------- | ---------------- |
| Świat   | 30 czerwca 2020 | Polydor Records | digital download |